# Frank Klare
Frank Klare is een Duits musicus. Hij speelt elektronische muziek in het genre van de Berlijnse School. Hij maakte deel uit van de band Synco (1984-1993), een volger van Tangerine Dream. Synco schafte verouderde apparatuur aan van TD. Af en toe speelde hij ook in Traumklang. Naast diverse synthesizers bespeelt Klare ook gitaar, een vergelijking met Edgar Froese dringt zich daar op.

## Discografie

### Solo
- Timesharing (1983) (with Thomas Girke)
- Solodreams (1986)
- Transcental Medication (1995)
- Electronic Impressions (1995)
- Improvised Eternity (1996)
- Red And Black (1997) (with Artemiy Artemiev and Bernd Kistenmacher)
- First Works (solo 81-85) (1997)
- Soundtrack For Dreams (1998)
- Analogic (1998)
- Green Dream (1998)
- Klal! (1999)
- Klare Extreme (1999)
- The Remix Compilation (1999)
- Area 2000 (1999)
- Modular Music (2000)
- Berlin Sequences (2002)
- Memorial Dreams (2003)
- Berlin Parks (2003)
- Berlin Clubs (2004)
- Berlin Nightlife (2004)
- Monumental Dreams (2004) met Ron Boots
- Berlin Moods (2005)
- Moods (2006)
- Digitalic (2007)
- Solomode (2012) (opgenomen in 1986)